# 마쓰다이라 요시시게
마쓰다이라 요시시게(일본어: 松平由重, ? ~ 1603년)는 센고쿠 시대에서 아즈치모모야마 시대에 걸쳐 활약한 무장으로, 마쓰다이라 향 마쓰다이라 가의 7대 당주 마쓰다이라 지카나가의 2남이다. 1560년(에이로쿠 3년), 가리야(刈谷)에서의 전투에서 중상을 입고 보행이 곤란하게 되었지만, 형 노부마사(信正)가 고마키·나가쿠테 전투(小牧・長久手の戦い)에서 전사했기 때문에 가독을 이어 8대 당주가 된다. 그 후, 이에야스의 간토 이봉 후에도, 선조 전래의 마쓰다이라 향에서 벗어나지 않았기 때문에 무록(無禄)이 되었다.
| 전임 마쓰다이라 지카나가 | 제8대 마쓰다이라 향 마쓰다이라 가 당주 1564년 ~ 1603년 | 후임 마쓰다이라 나오요시 |